# Эрмело (ЮАР)
Эрмело (Ermelo) — административный центр местного муниципалитета Мсукалигва в районе Герт Сибанде провинции Мпумаланга (ЮАР). 
Город был основан преподобным Франсом Кахетом из Голландской реформатской церкви, который был обращён в христианство в городе Эрмело в Нидерландах. Во время Второй англо-бурской войны от города остался всего один дом.